# 1822 w polityce

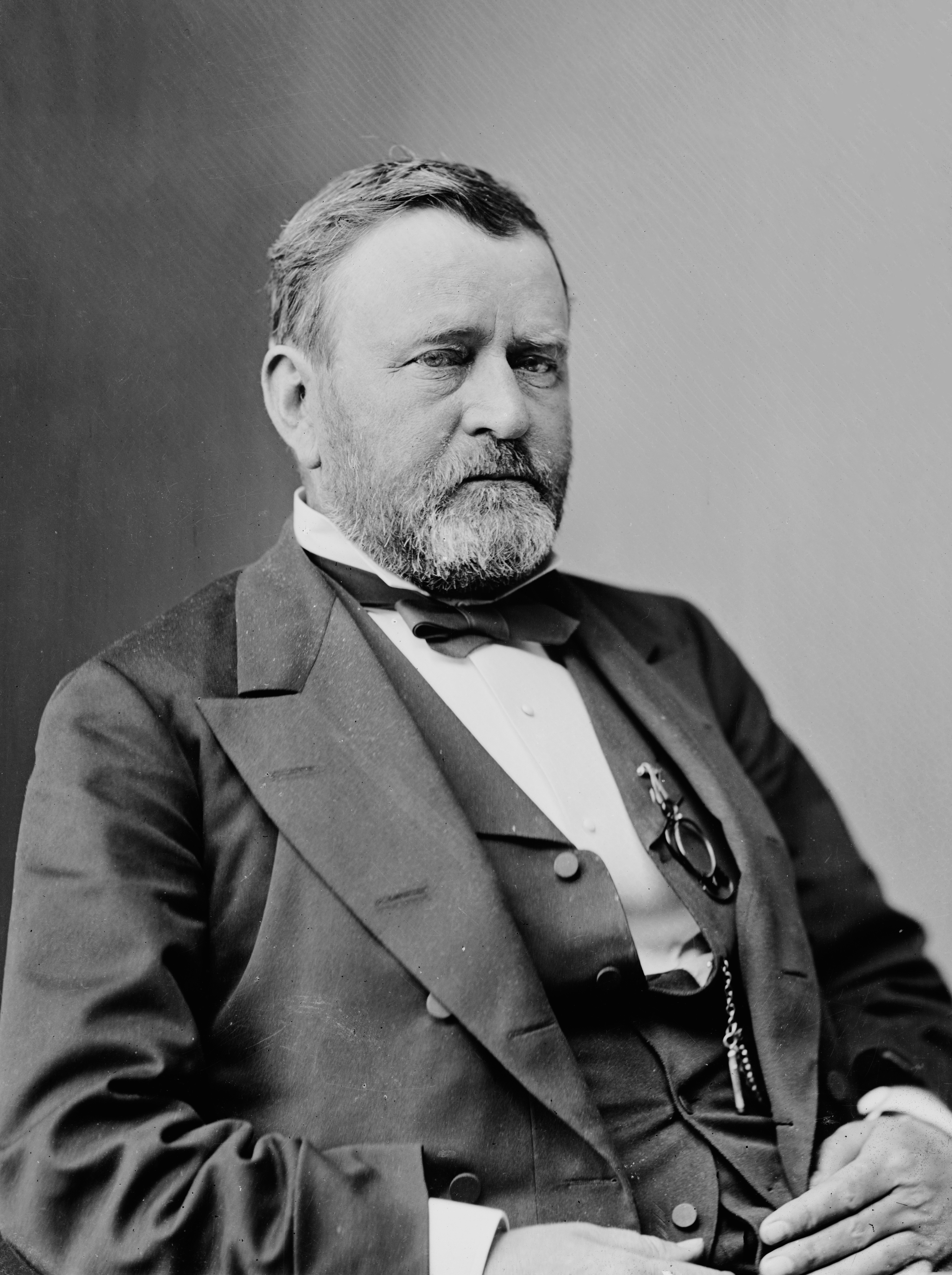
Ulysses Grant

Wydarzenia polityczne w 1822 roku.

## Wydarzenia
- 13 lipca - dekret Simona Bolivara o inkorporacji peruwiańskiego Guayaquil do Wielkiej Kolumbii[1].
- 18 maja - wojska garnizonu miasta Meksyk obwołały gen. Augustina de Iturbide cesarzem Meksyku[2].
- Masakra na Chios[3].
- Brazylia ogłosiła pełną niepodległość[4].

## Urodzili się
- 27 kwietnia Ulysses Grant, amerykański generał i późniejszy prezydent[5].
- 4 listopada Aleksandr Apuchtin, kurator szkolny, znany jako gorliwy rusyfikator[6].

## Zmarli
- 28 kwietnia Stanisław Paweł Jabłonowski, polski arystokrata[7].
- Ignacy Tyzenhauz, generał major Armii Wielkiego Księstwa Litewskiego[8].
- Albert, syn króla Polski Augusta III Sasa, książę Saksonii i Cieszyna[9].